# Neuilly-l'Hôpital

Neuilly-l'Hôpital este o comună în departamentul Somme, Franța. În 1 ianuarie 2022 avea o populație de 328 de locuitori.